# Dimitri Kouzmine
Pour les articles homonymes, voir Kouzmine.
Dimitri Kouzmine (en russe : Дмитрий Кузьмин), né en 1968 à Moscou, est un poète, traducteur et éditeur russe. Sa grand-mère était la traductrice Nora Gal, renommée pour ses traductions en russe du Petit Prince et de Terre des hommes de Saint-Exupéry, de L'Étranger d'Albert Camus, etc.

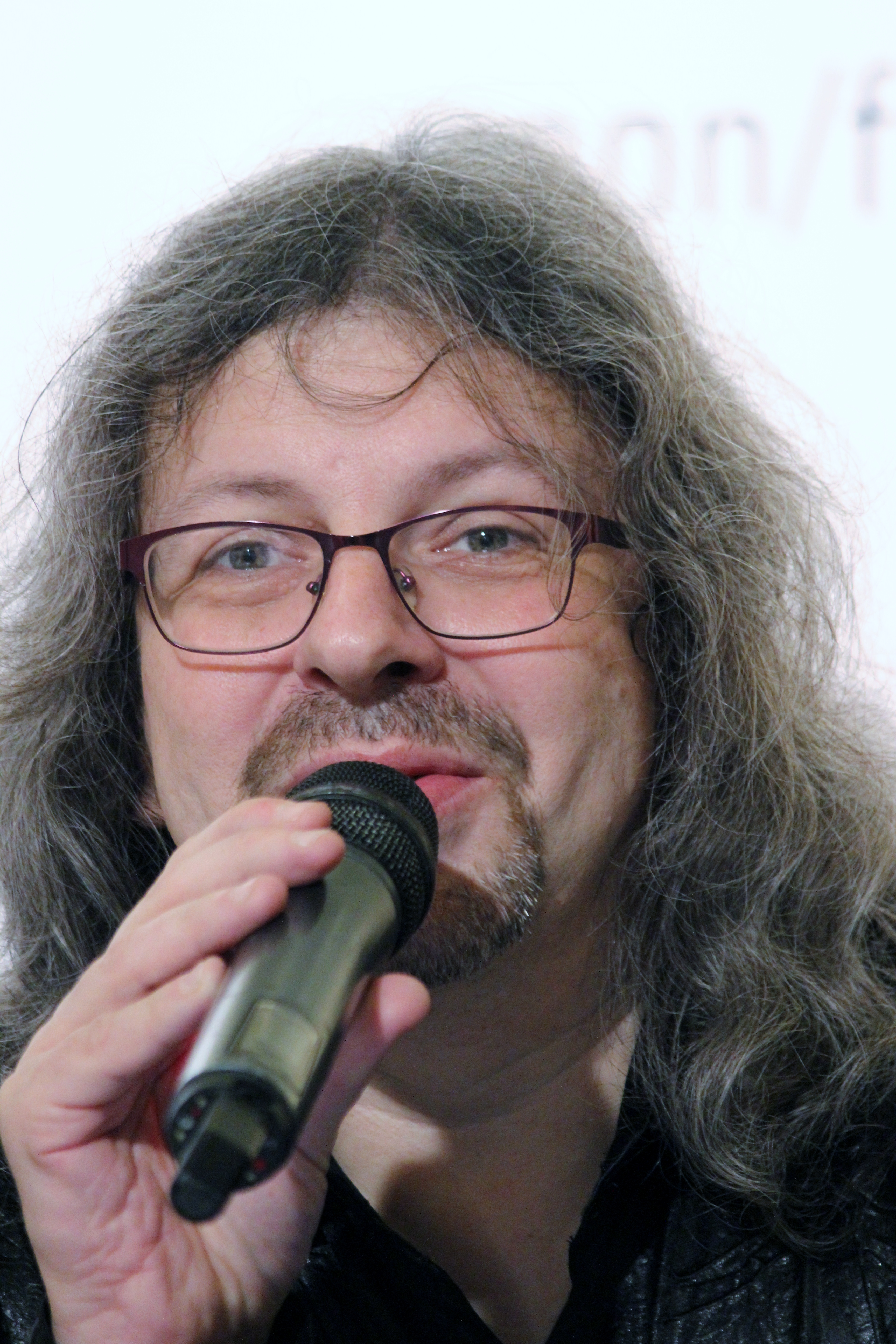
Dimitri Kouzmine en 2019.

En 1985, Kouzmine entre à l'Université d'État de Moscou, mais se fait exclure et n'obtient pas son diplôme. Il étudie alors la littérature russe à l'Université d'État de pédagogie de Moscou, d'où il sort en 1993. Sa thèse de doctorat portait sur l' « histoire des monostiches russes ».
Dans les années 1990, le club Babylone (en russe : Вавилон), fondé par Kouzmine, lui permet d'élargir son cercle de lecteurs et devient une plateforme importante pour une nouvelle génération de jeunes poètes. Ensuite, Kouzmine crée la revue de poésie Vozdoukh (en russe : Воздух), qui fait autorité en termes de découverte de nouveaux talents.
Kouzmine publie une collection de poésie en 2008, les traductions russes de Courrier sud de Saint-Exupéry et des poésies de Franck André Jamme, Carole Darricarrère, Renaud Ego, Emmanuel Moses et d'autres poètes français, américaine et ukrainiens. Les traductions françaises de ses poèmes ont paru dans Europe (no 911, mars 2005).
En 2002, il reçoit le Prix Andreï Biély « pour le mérite de la littérature ».